# زقاق المدق (فلم)
زقاق المدق فيلم دراما مصري من إنتاج العام 1963، قصة الفيلم مأخوذة عن رواية لنجيب محفوظ تحمل نفس اسم الفيلم.

## القصة
زقاق المدق، يحكي عن زقاق من أزقة منطقة الحسين يسكنه مجموعة من الأشخاص تربطهم علاقات الجيرة والقرابة، حميدة شادية الفتاة اليتيمة الطامحة لحياة أخرى أكثر تحررا ورفاهية، تتم خطبتها لحلاق الزقاق عباس الحلو صلاح قابيل الذي يقرر السفر إلى معسكر الإنجليز ليحصل على مال أكثر يكفى به احتياجات حبيبته حميدة، بعد سفره يقوم قواد محترف فرج يوسف شعبان بإغواء حميدة، وبعد تورطها تنغمس في حياتها الجديدة وتنسى عباس وأهل الزقاق، وعندما يعود عباس ويعلم من أهل الزقاق بهروب حميدة، لا يصدق و يقرر البحث عنها، لكنه يفقد الأمل بعد أن يكون قد بحث عنها في كل مكان، الصدفة وحدها تجمعه بحميدة مرة ثانية في ليلة مظلمة يملأ صداها صوت صافرة إنذار الغارة، يكتشف حقيقة عملها، فيقع بين عذابين عذاب حبه لها وعذاب انتقامه لكرامته وشرفه، يقرر الذهاب إلى فرج لينتقم منه لكن رصاصة طائشة تصيب حميدة، يحملها عباس ويتجه بها إلى الزقاق ليحاول انقاذها، لكنها تلفظ نفسها الأخير في قلب الزقاق الذي خرجت منه.

## طاقم العمل
- شادية
- صلاح قابيل
- يوسف شعبان
- حسن يوسف
- حسين رياض
- عقيلة راتب
- عبد الوارث عسر
- عبد المنعم إبراهيم
- توفيق الدقن
- محمد رضا
- ثريا حلمي
- عدلي كاسب

## وصلات خارجية
- مقالات تستعمل روابط فنية بلا صلة مع ويكي بيانات